# Lukas Meisner
Lukas Meisner (Braunschweig, 8 agosto 1995) è un cestista tedesco.

## Statistiche

### College
| Anno      | Squadra        | PG | PT | MP   | TC%  | 3P%  | TL%  | RP  | AP  | PRP | SP  | PP   |
| --------- | -------------- | -- | -- | ---- | ---- | ---- | ---- | --- | --- | --- | --- | ---- |
| 2015-2016 | Columbia Lions | 33 | 7  | 14,5 | 43,1 | 38,6 | 61,5 | 3,3 | 0,7 | 0,3 | 0,5 | 4,2  |
| 2016-2017 | Columbia Lions | 17 | 7  | 21,2 | 47,6 | 35,6 | 45,8 | 6,1 | 0,9 | 0,2 | 0,6 | 6,3  |
| 2017-2018 | Columbia Lions | 25 | 24 | 27,5 | 50,0 | 41,7 | 59,5 | 7,5 | 1,8 | 0,5 | 0,4 | 11,2 |
| Carriera  | Carriera       | 75 | 38 | 20,3 | 47,7 | 39,4 | 56,5 | 5,3 | 1,1 | 0,3 | 0,5 | 7,0  |

### Eurocup
| Anno      | Squadra        | PG | PT | MP   | TC%  | 3P%  | TL%  | RP  | AP  | PRP | SP  | PP   |
| --------- | -------------- | -- | -- | ---- | ---- | ---- | ---- | --- | --- | --- | --- | ---- |
| 2021-2022 | Amburgo Towers | 17 | 0  | 19,6 | 40,0 | 33,8 | 62,1 | 4,1 | 1,3 | 0,8 | 0,2 | 8,1  |
| 2022-2023 | Amburgo Towers | 17 | 17 | 25,9 | 42,8 | 40,4 | 60,6 | 4,6 | 1,5 | 0,5 | 0,4 | 11,6 |
| 2023-2024 | Amburgo Towers | 16 | 3  | 17,8 | 39,2 | 26,2 | 64,3 | 3,4 | 1,6 | 0,5 | 0,3 | 6,3  |
| Carriera  | Carriera       | 50 | 20 | 21,2 | 41,0 | 34,7 | 61,8 | 4,1 | 1,4 | 0,6 | 0,3 | 8,7  |